# کورتنی ایتون
کورتنی ایتون (به انگلیسی: Courtney Eaton) (زاده ۶ ژانویه ۱۹۹۶)، بازیگر استرالیایی است.
از فیلم‌های معروف او می‌توان به بازی در فیلم مکس دیوانه: جاده خشم، کامل، مرز وظیفه و خدایان مصر اشاره کرد.